# Calymmochilus marksae
Calymmochilus marksae är en stekelart som beskrevs av Boucek 1988. Calymmochilus marksae ingår i släktet Calymmochilus och familjen hoppglanssteklar. Inga underarter finns listade.